# Dárday Sándor
Baranyabaáni Dárday Sándor, (1867-ig Wünsch Sándor) (Baranyabán, 1842. március 18. – Budapest, 1933. február 8.) jogi doktor, jogi szakíró, számszéki elnök és országgyűlési képviselő, a Jogtudományi Közlöny egyik alapítója.

## Életpályája
A Baranya vármegyei Bánban született, ahol apja, Wünsch Ferenc uradalmi orvos volt. Középiskoláit Mohácson, Pécsett, Kalocsán és Eszéken végezte, majd a bécsi egyetemen jogot hallgatott és 1865-ben Grazban jogi doktorrá avatták. Ezután Pestre költözött és a királyi táblánál alkalmazták joggyakornokként, de a szakirodalomban kifejtett kíméletlen bírálatai miatt Melczer István királyi személynök hamar elbocsátotta. Az alkotmányos kormány alakulásakor igazságügyminiszteri titkár lett. Wünsch vezetéknevét 1867. november 14-én belügyminiszteri rendelettel változtatta Dárdayra. Titkári hivataláról Horváth Boldizsár visszalépésekor (1871) lemondott és csak a szakirodalomnak élt. 1875-ben a nemzetközi statisztikai kongresszus egyik jegyzője volt, és megírta a kongresszus számára az igazságügyi statisztikát. 1878-ban Mohács kerület megválasztotta képviselőjévé az országgyűlésbe, hol a Szabadelvű Párthoz csatlakozott és főleg az igazságügyi bizottságban fejtett ki tevékenységet. 1881-tól 1891-ig a nagyenyedi kerületet képviselte. A házban számos törvényjavaslatot adott elő, a közigazgatási és a pénzügyi bizottságnak is tagja volt.
Cikkeket írt a Neueste Nachrichtenbe, a bécsi Debattéba, az Ellenőrbe, a Honba, a Nemzetbe, a Kelet Népébe és más folyóiratokba.

## Munkái
- Jogtudomány és törvényhozás. Pest, 1865. (E röpiratban pendítette meg a magyar jogászgyűlés eszméjét. Névtelenül.)
- Mely börtönrendszer honosíttassék meg hazánkban? Pest, 1868.
- Kézikönyv a birósági végrehajtók számára. Budapest, 1872.
- Irománypéldák a polgári törvénykezési rendtartáshoz. Budapest, 1872.
- A sajtóügyi törvényhozás kérdése. Budapest, 1873.
- Kézikönyv a kir. közjegyzők számára. Budapest, 1875. Két kötet. (Zlinszky Imrével együtt.)
- Birálatok a magyar büntető törvénykönyv tervezetéről. Budapest, 1876. (Kőrösi Sándor és Schnierer Aladár jogtanárokkal együtt.)
- Magyar magánjog mai érvényében. Budapest, 1888. (Zlinszky I.-vel, azóta 4 újabb kiadásban.)
- Tartalommutató a Jogtudományi Közlöny huszonöt évfolyamához. 1865-1890. Budapest, 1891.
- Felső biróságok gyakorlata. Budapest, 1881.

Kiadta a Döntvénytár, a magyar királyi curia semmítőszéki és legfőbb ítélőszéki oszt. elvi jelentőségű határozatai című gyűjteményt 1870 óta 57 kötetben (Gallu Józseffel, Szeniczey Gusztávval és Zlinszky I.-vel együtt Budapesten. A Közigazgatási döntvénytárt (Ugyanott, 1877-79. 5 kötet); az Igazságügyi törvénytárat (Ugyanott, 1888. azóta 3 kiad. 4. köt.); Hitel-, kereskedelmi- és iparügyi-törvénytárt (Uo. 1890.)
Elindította és szerkesztette 1865-ben a Magyar Jogtudományi Hetilapot, melyet 1867. július 14. a Jogtudományi Közlönnyel egyesített és 1868. március 29-ig Ökröss Bálinttal együtt szerkesztette még a Közigazgatási Lapokat 1867. január 4-től 1879. június 25-ig. A Község Lapjának kiadó-tulajdonosa volt 1875. január 1-jétől 1877. január 14-ig.
Összefoglaló jogszabálygyűjtemények, amelyek az ő szerkesztésében jelentek meg: Igazságügyi törvénytár I–III. 1895–1930; Közigazgatási törvénytár; Budapest, 1894–1908.
Fiatalabb korában költészettel is foglalkozott, még diákkorában német színdarabot írt, amelyet az eszéki színpadon elő is adtak.
Arcképe kőnyomatban Marastoni Jakab rajza után a Hajnalban jelent meg.
A Farkasréti temetőben nyugszik (41-1-125), síremlékén mellszobra található. 

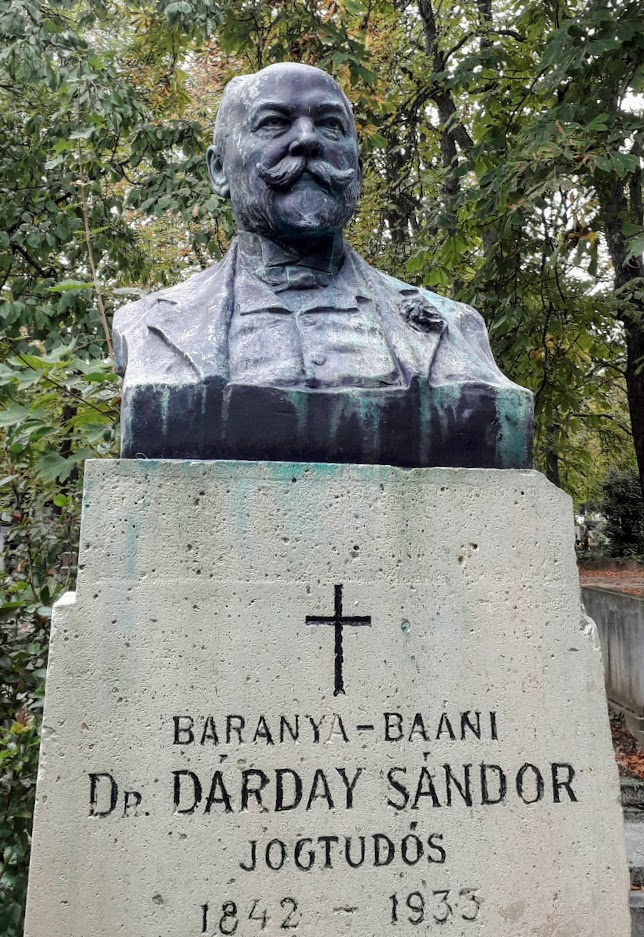
Dr. Dárday Sándor jogtudós Farkasréti temető: 41-1-125